# Euphorbia imerina
Euphorbia imerina är en törelväxtart som beskrevs av Georges Cremers. Euphorbia imerina ingår i släktet törlar, och familjen törelväxter. IUCN kategoriserar arten globalt som starkt hotad. Inga underarter finns listade i Catalogue of Life.

## Bildgalleri

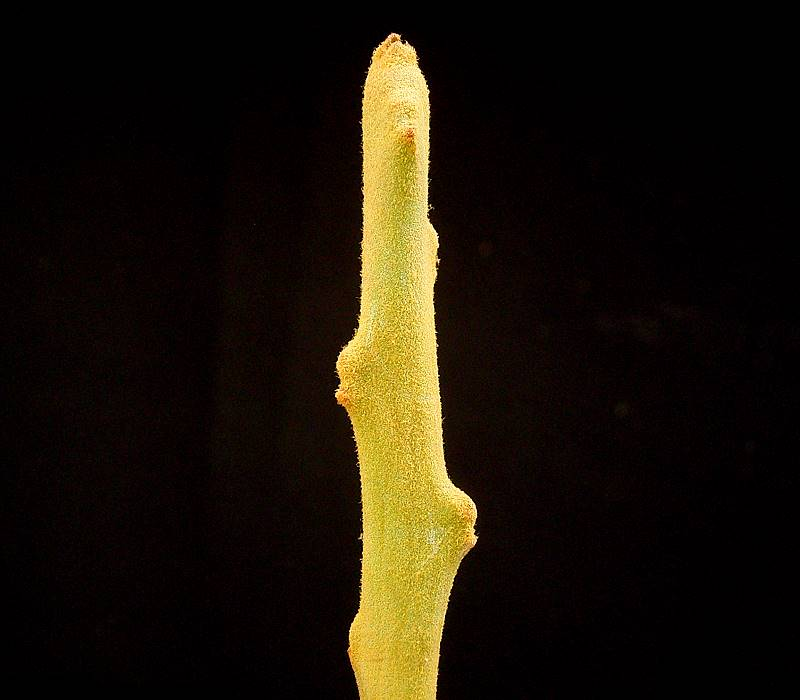
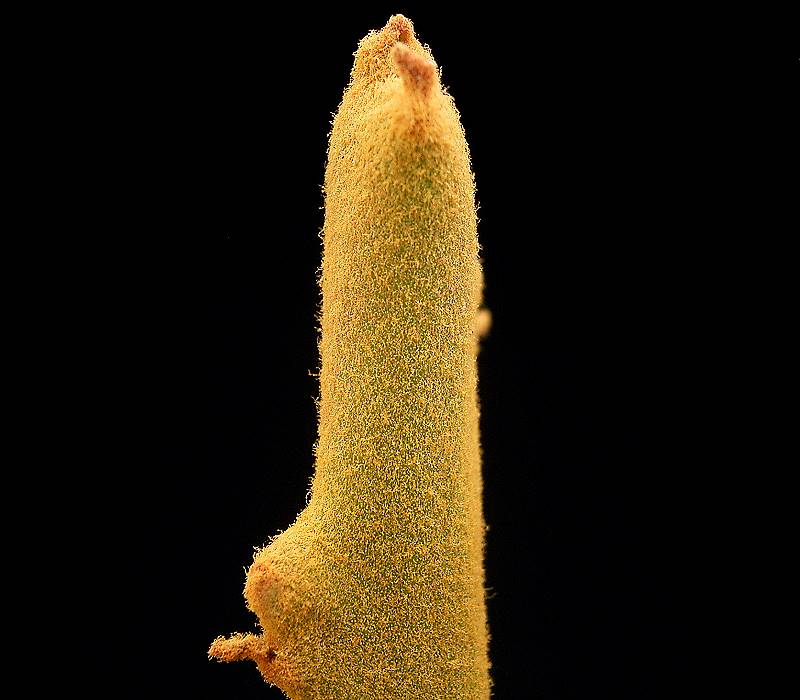